# Suknja-torba
Suknja-torba je modni dizajn dubrovačke dizajnerice Ivane Barač. Nije riječ o poznatim 'baggy' stil suknjama, već o specifičnom hibridnom bi-funkcionalnom dizajnu koji funkcionira i kao suknja i kao torba zahvaljujući zip - patentnim zatvaračima.
Inovativna kolekcija se sastojala od 14 modela (varijacije 4 boje i 3 materijala).  Prezentirana je u Kinu Europa na Zagreb Fashion Week-u 2008. godine. Inspiracija za suknju-torbu nalazila se u životnim promjenama, metamorfozama, transformacijama, te u nastojanjima autorice odjeći dati novi smisao.
U mješanim interpretacijama aspiracija korisnosti i ekonomičnosti dobila je pohvale kritike i interes publike u trenutku kada je recesija zahvaćala Europu i modnu scenu.
Modni kritičar Grgo Zečić izjavio je: "Treba biti uistinu izvrstan konstruktor da bi se torba uspješno pretvorila u suknju, i obratno. Kolekcija je pročišćenih linija s dosta geometrije i par elemenata androgenosti. Moje je mišljenje da se težilo avangardi, koja je izuzetno dobro uklopljena".